# Arrondissement de Münsterberg

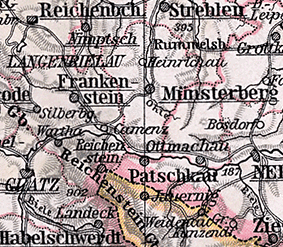
Détail d'une carte de la Silésie, montrant l’arrondissement de Münsterberg.

L'arrondissement de Münsterberg est un arrondissement prussien de Silésie qui existe de 1742 à 1932. Son chef-lieu est la ville de Münsterberg. L'ancienne zone de l'arrondissement fait maintenant partie de la voïvodie polonaise de Basse-Silésie.

## Histoire
Après la conquête de la majeure partie de la Silésie par la Prusse en 1741, l'ordre du cabinet royal de 25 novembre 1741, les structures administratives prussiennes sont introduites en Basse-Silésie. Cela comprend la création de deux chambres de guerre et de domaine (de) à Breslau et Glogau ainsi que leur division en arrondissements et la nomination d'administrateurs d'arrondissement (de) pour le 1er janvier 1742. La constitution des arrondissements en Basse-Silésie, à la différence de la Haute-Silésie, ne représente une nouveauté que sur le plan terminologique, mais pas sur le fond.
Dans la principauté de Münsterberg, l'une des sous-principautés silésiennes, les arrondissements prussiens de Frankenstein et Münsterberg sont formés à partir des faubourgsFrankenstein et Münsterberg. Ernst Wilhelm von Eckwricht-Seyffersdorf est nommé premier administrateur de l'arrondissement de Münsterberg,. L'arrondissement de Münsterberg est subordonné à la chambre de guerre et de domaine de Breslau jusqu'à ce qu'il soit affecté au district de Reichenbach de la province de Silésie dans le cadre des réformes Stein-Hardenberg en 1815.
Au cours d'un ajustement frontalier avec le district d'Oppeln, les villages de Bruckstein, Gallendorf, Herbsdorf, Hertwigswalde, Liebenau, Neuhaus, Nieder et Ober Pomsdorf et Wehrdorf sont transférés de l'arrondissement de Grottkau à l'arrondissement de Münsterberg en 1818,. Après la dissolution du district de Reichenbach, l'arrondissement de Münsterberg est affecté le 1er mai 1820 au district de Breslau.
Le 8 novembre 1919, la province de Silésie est dissoute et la nouvelle province de Basse-Silésie est formée à partir des districts de Breslau et Liegnitz. Le 29 mai 1926, la commune de Kattersdorf rejoint l'arrondissement de Neisse (de) dans la province de Haute-Silésie. Le 30 septembre 1929, tous les districts de domaine sont dissous dans l'arrondissement de Münsterberg conformément aux développements dans le reste de l'État libre de Prusse et sont assignés aux communes voisines.
L'arrondissement de Münsterberg est dissous le 1er octobre 1932. Les communes d'Algersdorf, Berzdorf, Deutsch Neudorf, Dobrischau, Haltauf, Kunern, Korschwitz, Krasswitz, Kummelwitz, Münchhof, Neobschütz, Neu Karlsdorf, Pleßguth, Schildberg, Schönjohnsdorf et Waldneudorf sont incorporées dans l'arrondissement de Strehlen, tandis que la majeure partie de l'arrondissement avec tous d'autres communes sont transférées dans l'arrondissement de Frankenstein,.

## Évolution de la démographie
| Année | Habitants | Source |
| ----- | --------- | ------ |
| 1795  | 20 029    | [ 11 ] |
| 1819  | 23 594    | [ 12 ] |
| 1846  | 32 665    | [ 13 ] |
| 1871  | 33 434    | [ 14 ] |
| 1885  | 33 154    | [ 15 ] |
| 1900  | 31 865    | [ 16 ] |
| 1910  | 32 036    | [ 16 ] |
| 1925  | 32 452    | [ 17 ] |

## Administrateurs de l'arrondissement
- 1742–176700Ernst Wilhelm von Eckwricht-Seyffersdorf (de)[5]
- 1767–177900George Friedrich von Wentzky und Petersheyde (de)[5]
- 1780–180400Ernst Christian Gottlieb von Gaffron und Oberstradam (de)[5]
- 1804–184800Ernst Friedrich von Wentzky und Petersheyde (de)[5]
- 1850–186500Eduard Schwenzner
- 18650000000von Stillfried
- 1865–187100Theodor von Gaffron-Kunern
- 1871–189600Hugo von Sametzi
- 1896–190000Paul von Chappuis (de)
- 1900–193100Carl Kirchner
- 1931–1932 Paul Pietsch (de)

## Communes
L'arrondissement de Münsterberg comprend pour la dernière fois une ville et 58 communes :
| - Algersdorf - Alt Heinrichau - Bärdorf - Bärwalde - Belmsdorf - Bernsdorf - Berzdorf - Brucksteine - Deutsch Neudorf - Dobrischau - Eichau b. Münsterberg - Frömsdorf - Glambach - Gollendorf - Groß Nossen | - Haltauf - Heinrichau - Heinzendorf - Herbsdorf - Hertwigswalde - Korschwitz - Kraßwitz - Krelkau - Kummelwitz - Kunern - Leipe - Liebenau - Moschwitz - Münchhof - Münsterberg, ville | - Neobschütz - Neu Altmannsdorf - Neu Karlsdorf - Neuhaus - Neuhof - Nieder Kunzendorf - Nieder Pomsdorf - Ober Johnsdorf - Ober Kunzendorf - Ober Pomsdorf - Olbersdorf - Petershagen - Pleßguth - Rätsch - Reindörfel | - Reumen - Schildberg - Schlause - Schönjohnsdorf - Tarchwitz - Taschenberg - Tepliwoda - Waldneudorf - Weigelsdorf - Wenig Nossen - Wiesenthal - Willwitz - Zesselwitz - Zinkwitz |

La commune de Sakrau est incorporée le 1er janvier incorporé à Schönjohnsdorf. Waldneudorf s'appelle Polish Neudorf jusqu'en 1921 et Petershagen s'appelle Polish Peterwitz jusqu'en 1922.

## Personnalités liées à l'arrondissement
- Karl Weigert (1845-1904), médecin né à Münsterberg.
- Karl Denke (1860-1924), tueur en série né à Oberkunzendorf.
- Bruno Bauch (1877-1942), philosophe né à Groß-Nossen.